# Shizuishan
Shízuǐshān (chinês simplificado: 石嘴山, chinês tradicional: 石嘴山) é uma prefeitura com nível de cidade e é a segunda maior cidade na província de Ningxia, depois de Yinchuan.